# Turdetania

Territori della Turdetania

Nella geografia antica, la Turdetania era la zona più meridionale della penisola Iberica, nella zona della valle del fiume Guadalquivir. Grossolanamente, essa coincideva con l'attuale provincia spagnola dell'Andalusia. 
Questo territorio, in epoca antica pre-romana, fu la culla della civiltà Tartessiana e in seguito del popolo Turdetano.
Strabone la descrive come terra ricca di risorse minerarie, fra cui il prezioso argento.
Dopo la conquista romana, prese il nome di Betica.